# Margarita Xhepa
Margarita Xhepa właśc. Margarita Prifti (ur. 2 kwietnia 1934 w Lushnji, zm. 3 kwietnia 2025 w Tiranie) – albańska aktorka.

## Życiorys
W 1950 ukończyła klasę dramatyczną w liceum artystycznym Jordan Misja w Tiranie i zaczęła pracę w zespole Teatru Ludowego w Tiranie, w którym występowała blisko 40 lat, z przerwą w latach 1952–1957, kiedy poświęciła się występom na estradzie. W Teatrze Ludowym (alb. Teatri Popullor) zagrała ponad 150 ról. Była wśród nich rola Meli w Moralności Pani Dulskiej Gabrieli Zapolskiej. Na dużym ekranie zadebiutowała w 1965 r. rolą Zyraki w filmie fabularnym Vitet e para (reż. Kristaq Dhamo). Od tej pory wystąpiła w 32 filmach. W 1989 r. przeszła na emeryturę, ale nadal zasiadała w radzie artystycznej Teatru Narodowego.
Prowadziła koncerty na Festiwalu Pieśni Albańskiej. Została uhonorowana Orderem Nderi i Kombit (Honor Narodu) oraz tytułem Artysty Ludu (alb. Artist i Popullit).
Była mężatką (mąż Xhavit Xhepa był aktorem), miała syna Ndricima, który także jest aktorem.

## Role filmowe
- 1965: Vitet e para jako Zyraka
- 1970:  Gjurma jako żona Artana
- 1976: Pylli i lirisë jako Katerina Zaka
- 1976: Tokë e përgjakur jako Sanda, matka Gjergjego
- 1976: Dimri i fundit jako Shano
- 1978: I treti jako żona Qazima
- 1978: Koncert në vitin 1936 jako Eleni
- 1978: Gjeneral gramafoni jako żona prefekta
- 1978: Dollia e dasmës sime jako matka panny młodej
- 1979: Me hapin e shokëve (TV)
- 1981: Dita e parë e emerimit jako Drita
- 1982: Shokët jako matka Genciego
- 1983: Apasionata jako matka Artura
- 1983: Dora e ngrohtë jako matka Besima
- 1984: Militanti jako matka Visara
- 1985: Gurët e shtëpisë sime jako Lilo Mertirja
- 1986: Gabimi jako nauczycielka
- 1986: Fillim i vështirë jako lekarka
- 1987: Rrethi i kujtesës jako Tefta
- 1988: Misioni përtej detit jako Kristulla
- 1988: Pesha e kohës jako żona przewodniczącego
- 1988: Pranvera s'erdhi vetem jako matka Ireny
- 1990: Nje vajze dje nje diale jako nauczycielka Kristina
- 1993: E diela e fundit jako żona
- 1997: Mirupafshim
- 2004: I dashur armik jako matka Haruna
- 2009: Ne dhe Lenini jako Elizabeta Bali
- 2009: Kronike provinciale
- 2010: Tingulli i heshtjes
- 2012: Në kërkim te kujt jako Sana

## Nagrody
- Festiwal Filmowy w Salonikach – nagroda honorowa za rolę w filmie „Mirupafshim” (razem z Kadri Roshi)